# Escritura meroítica

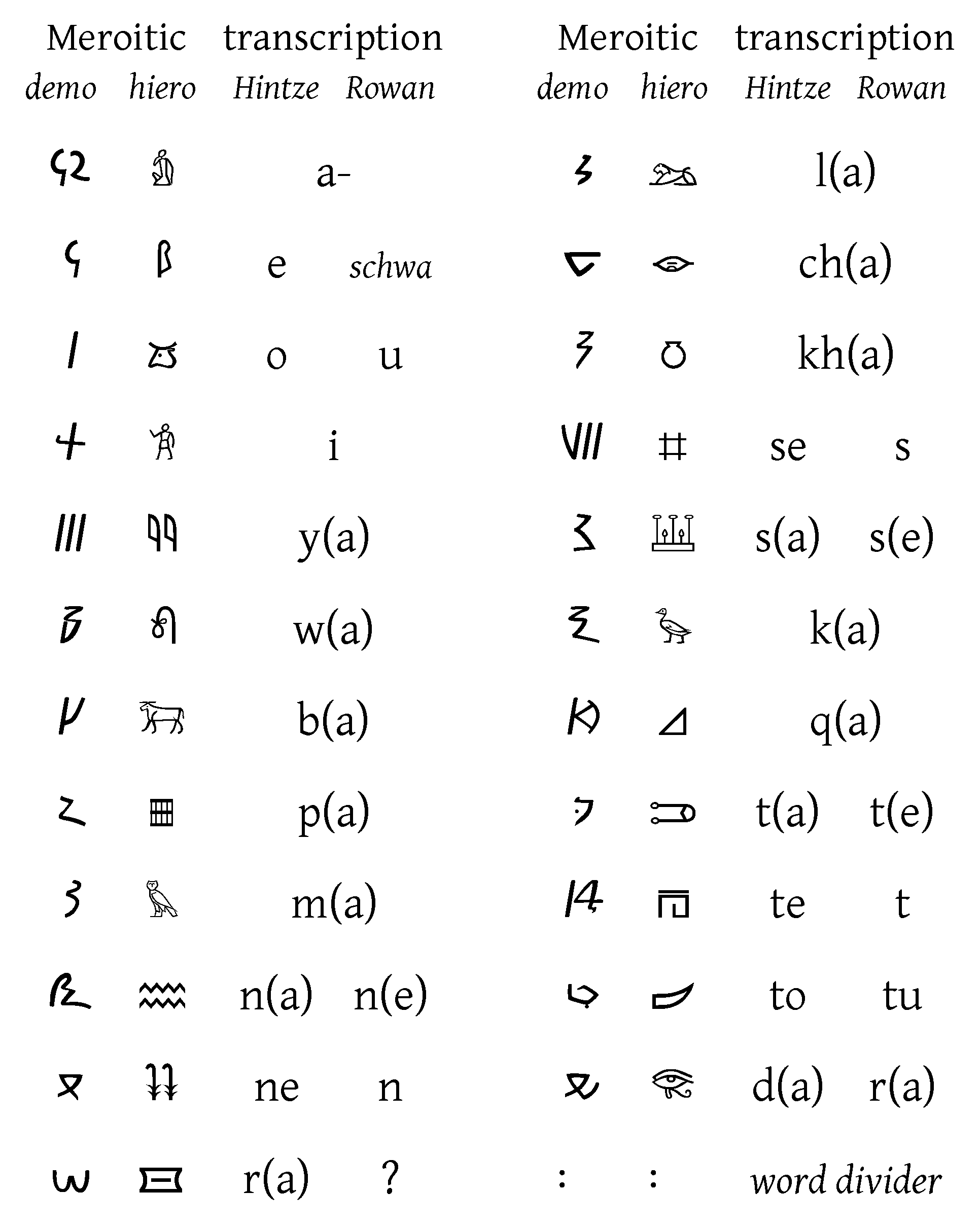
Jeroglíficos meroíticos y escritura demótica.

La escritura meroítica posee un alfabeto originado del jeroglífico y del demótico egipcio que fue usado en el idioma meroítico del Reino de Meroe y posiblemente en el idioma nubio de los posteriores reinos nubios. El Reino de Meroe o de Kush fue uno de los estados tempranos organizados en el Subsahará africano. Siendo inicialmente alfabéticos, los escritos se representaban de un modo bastante diferente de los jeroglíficos egípcios. Algunos especialistas, p.ej. Haarman (1998), creen que el alfabeto griego jugó un papel en la formación del meroítico, principalmente debido a que el meroítico tiene vocales, aunque en otros aspectos no se encuentra mucha más semejanza con el griego.
La escritura meroítica fue esencialmente alfabética, pero con una vocal por defecto (la /a/) asumida si no se escribía otra vocal. No había ninguna manera de distinguir una consonante individual de una consonante más una /a/. Así, m representaba tanto la sílaba /ma/ como la consonante /m/, mientras que mi era únicamente la consonante /mi/. En este sentido es reminiscente de los alfabetos indios abugida que surgieron aproximadamente en la misma época. Muchas consonantes de final de sílaba, como la /n/ o la /s/, fueron a menudo omitidas.
Había 23 símbolos en total, alógrafos comprendidos. Estos incluían cuatro vocales:
- a (únicamente como principio de palabra; en otro caso se asumía por defecto), e (o schwa), i, o (o u);

aproximadamente catorce consonantes, con una vocal /a/ implícita si no se indica ninguna otra:
- y(a), w(a), b(a), p(a), m(a), n(a), r(a), l(a), ch(a) (tal vez palatal, como en la ich alemana, o uvular, como en la dag neerlandesa), kh(a) (velar, como en alemán Bach), k(a), q(a), s(a) o sh(a), d(a);

y muchas otras sílabas:
- ne o ny(a), se o s(a), te, to, t(a) o ti.

Hay disputa sobre si se representa una sílaba o una consonante /s/, distinta de la s como en /š/; sucede lo mismo con ne, entre una sílaba o una consonante /ñ/; y t puede haber sido una ti silábica. Se ha sugerido que el uso de sílabas en lugar de letras alfabéticas para algunos sonidos puede haber sido debido a las necesidades de representación de los diferentes dialectos meroíticos dentro de una escritura unificada.
Hay dos formas gráficas del alfabeto meroítico: una forma lapidaria monumental usada en cementerios de la realeza local en Meroe, prestada de los jeroglíficos egipcios, y la forma ‘cursiva’ que deriva del demótico. La mayoría de textos están en cursivo. A diferencia de la escritura egipcia, había una correspondencia simple unívoca entre las dos formas del meroítico, excepto que en la forma cursiva una consonante se une en una ligadura a una i contigua.
La dirección de escritura era de derecha a izquierda, de arriba hacia abajo; o de arriba hacia abajo en columnas yendo de derecha a izquierda. Los signos monumentales estaban orientados hacia el principio del texto, tal y como se hacía en las fuentes jeroglíficas egipcias.
También había un signo de tres puntos horizontales o verticales usados para dividir las palabras o frases; este era el único signo de puntuación usado.
La evidencia encontrada sugiere que la escritura meroítica fue usada por los reinos nubios hasta el siglo IV d. C. momento que coincide con su desintegración en reinos aún más pequeños. Siguiendo la línea del tiempo, es de suponer que dicha escritura debió de ser reemplazada por el alfabeto copto con la introducción del cristianismo en Nubia en el siglo VI.
La escritura parece haber sido descifrada en 1909 por Francis Llewellyn Griffith, un egiptólogo inglés, aunque el idioma en su totalidad no es todavía comprendido. Algunas palabras de ese idioma se conocen gracias a la existencia de documentos breves egipcio-meroíticos. Por analogía, hay que cifrar esperanzas en el hallazgo de textos bilingües largos y completos. Cierta evidencia apunta hacia la semejanza con el nubio antiguo, perteneciente a la familia nilo-saharaui.
Existe un vocabulario reducido que se puede identificar. Abajo viene una muestra de él (Robinson 2002:150).
Hombre = abr,
Mujer = kdi,
Esposa = sem,
Madre = ste,
Hermano = wi,
Hermana = kdis, kdite,
Gobernador, Rey = qore,
Deidad = mk
Otros profesionales que han contribuido con su trabajo al esclarecimiento de la lengua meroítica son Kart Richard Lepsius, Fritz Hintze, Jean Leclant, Claude Rilly, Chris Ehret y Lionel Bender.

## Literatura selecta
- DANIELS, Peter T. & BRIGHT, William (Eds.). 1996. The World's Writing Systems. New York: Oxford University Press.
- HAARMAN, Harald. 1998. Universal-geschichte der Schrift. Frankfurt: Campus Verlag.
- HOFMANN, Inge. 2001. Steine für die Ewigkeit: Meroitische Opfertafeln und Totenstelen. (Beiträge zur Sudanforschung; Beiheft 6) Wien, Mödling: Institut für Afrikanistik der Universität Wien.
- O'CONNOR, David B. 1994. Ancient Nubia: Egypt's Rival in Africa. University of Pennsylvania Press.
- MORKOT, Robert G. 2000. The Black Pharaos: Egypt's Nubian Rulers. Rubicon Press: London
- RILLY, Claude. 1999. Assimilation et determination en meroitique: le determinant masque du mot qore 'roi'. Meroitic Newsletter, 26: 79-86.
- ROBINSON, Andrew. 2002. Lost Languages: The Enigma of the World’s Undeciphered Scripts. A Peter Neuvramont Book. McGraw-Hill.
- SHINNIE, Peter Luis. 1967. Meroe: A Civilization of Sudan. London
- SHINNIE, Peter Luis. 1996. Ancient Nubia. London: Kegan Paul International
- THELWAL, Robin. 1982. Linguistic Aspects of Greater Nubian History. In EHRET, C. & POSNASKY, M. (eds.) The Archeological and Linguistic Reconstruction of African History. Berkeley/Los Angeles, 39–56.
- WELSBY, Derek A. 1998. The Kingdom of Kush: The Napatan and Meroitic Empires. Marcus Wiener.